# Carrie (téléfilm)
Pour les articles homonymes, voir Carrie.
Pour plus de détails, voir Fiche technique et Distribution.
Carrie est un téléfilm américain de David Carson diffusé en 2002. Il est adapté du roman éponyme de Stephen King.
Il s'agit également d'un backdoor pilot pour un projet de série télévisée créée par Bryan Fuller et qui aurait suivi Carrie et Sue dans une quête pour aider d'autres personnes ayant des pouvoirs. Malgré de bonnes audiences et un premier épisode déjà écrit, la chaîne décide de ne pas commander la série télévisée.

## Synopsis
2002, ville de Chamberlain, état du Maine. Tout commence dans un poste de police de Chamberlain, dans le Maine. Susan Snell, jeune et jolie fille, est interrogée à propos de ce qui s'est passé la nuit du bal des finissants, deux semaines plus tôt. Son témoignage va décrire à l'inspecteur Mulcahey le drame qui tua plus de 73 élèves de l'école secondaire Ewen, ainsi que l'étrange personnalité de Carrie White.

## Fiche technique
- Titre : Carrie
- Réalisation : David Carson
- Scénario : Bryan Fuller d'après le roman de Stephen King
- Directeur artistique : Susan Parker
- Montage : Jeremy Presner
- Casting : Elizabeth Melcher et Holly Powell
- Musique : Laura Karpman
- Décors : Andrea French
- Costumes : Candace Cruikshank
- Sociétés de production : MGM Television
- Pays d'origine : États-Unis
- Langue : anglais
- Genre : horreur, fantastique
- Durée : 132 minutes
- Dates de premières diffusions :
  -  États-Unis : 4 novembre 2002 sur NBC
  -  France : 19 février 2004 sur M6
- Téléfilm déconseillé aux moins de 12 ans lors de sa diffusion à la télévision.

## Distribution
- Angela Bettis (VF : Alexandra Garijo) : Carrie White
- Patricia Clarkson (VF : Denise Metmer) : Margaret White
- Rena Sofer (VF : Laurence Dourlens) : Miss Desjarden
- Kandyse McClure (VF : Annie Milon) : Sue Snell
- Emilie de Ravin (VF : Laura Préjean) : Chris Hargensen
- Tobias Mehler (VF : Laurent Morteau) : Tommy Ross
- Meghan Black (VF : Chloé Berthier) : Norma Watson
- David Keith (VF : Pierre-François Pistorio) : Detective John Mulchaey
- Laurie Murdoch (VF : Pierre Dourlens) : Principal Morton
- Chelan Simmons (VF : Dorothée Pousséo) : Helen Shyres
- Katharine Isabelle : Tina Blake

## Accueil critique
Gilles Esposito, de Mad Movies, estime que Patricia Clarkson délivre « la meilleure interprétation » de la mère de Carrie de toutes les adaptations du roman mais que, malgré la fidélité de l'ensemble, « la structure en flash-back sert seulement ici à préparer une conclusion inédite ». Pour L'Écran fantastique, le téléfilm est très fidèle au roman et Angela Bettis « incarne à merveille » le personnage de Carrie mais la mise en scène est « la plupart du temps très académique » et l'épilogue « multiplie les rebondissements absurdes » et gâche toute la construction du récit.